# Аденома щитоподібної залози
Аденома щитоподібної залози  — це доброякісне новоутворення щитоподібної залози, що розвивається переважно з фолікулярних клітин цього органа.

## Класифікація
Переважна більшість аденом щитоподібної залози — фолікулярні. Фолікулярні аденоми можуть мати певні характеристики в залежності від їх функціональної активності; таким чином розрізняють «холодні», «теплі» та «гарячі» аденоми. Гістопатологічна класифікація фолікулярних аденом залежить від клітинного складу даного новоутворення, що включає наступні типи:
- Мікрофолікулярна — клітинний склад показує невеликі фолікули з розташованими по їх периферичній поверхні епітеліальними клітинами
- Макрофолікулярна — складаються з великих фолікулів, що заповнені колоїдом та вистелені плоским епітелієм
- Атипова — ці аденоми мають зміни, що нагадують подібні в карциномі, але не мають інвазії в оточуючі структури
- Оксифільно-клітинна — складаються з онкоцитів.

### Морфологія
Здебільшого діаметр аденоми щитоподібної залози коливається в межах 3 см, проте в деяких випадках досягає 10 см. Типова аденома щитоподібної залози є солітарним, сферичним утворенням сірувато-червоного кольору з добре вираженною капсулою.
Можуть спостерігатися геморагічні ділянки, фіброз, кальцифікації, кістозні компоненти.

## Клінічна картина
Аденома щитоподібної залози часто розвивається як поодиноке вузлове утворення щитоподібної залози, що може призводити до дискомфорту при ковтанні та косметичного дефекту в ділянці шиї.

## Диференційний діагноз
Аденома щитоподібної залози відрізняється від багатовузлового зобу солітарним типом будови та наявністю генетичних аномалій. Крім того, багатовузловий зоб часто виникає в результаті гіперпластичного переродження тканини щитоподібної залози внаслідок йододефіциту.
Відрізнити аденому щитоподібної залози від фолікулярного раку щитоподібної залози або фолікулярного варіанту папілярного раку щитоподібної залози на доопераційному етапі неможливо, навіть при застосуванні тонкоголкової аспіраційної пункційної біопсії, результат якої часто є малоінформативним висновком «фолікулярна пухлина». При підозрі на злоякісний процес необхідно проведення оперативного втручання з відкритою біопсією та експрес-патологогістологічним аналізом видаленого підозрілого утворення. Крім того, аденома в деяких випадках «супроводжує» злоякісні новоутворення щитоподібної залози, зокрема папілярний рак, що теж повинно бути враховано.

## Лікування
Здебільшого потребує хірургічного лікування у зв'язку з косметичним дефектом шиї та відсутністю можливостей виключити злоякісний процес, як вже зазначалось в секції «диференційний діагноз» даної статті. При відсутності даних за злоякісний процес об'єм оперативного втручання обмежується видаленням власне аденоми щитоподібної залози.